# غوين ناغل
غوين ناغل (20 مايو 1946 بأوكلاند في نيوزيلندا - 17 أكتوبر 2009) (بالإنجليزية: Gwen Nagel)‏ هي لاعبة كريكت نيوزلندية.